# Frédéric Rémola
 (janvier 2024).
Si vous disposez d'ouvrages ou d'articles de référence ou si vous connaissez des sites web de qualité traitant du thème abordé ici, merci de compléter l'article en donnant les références utiles à sa vérifiabilité et en les liant à la section « Notes et références ».
Frédéric Rémola est un entraîneur français de football, né le 17 juillet 1969 à Agde (Hérault).
En janvier 2002, il est diplômé du DEF (Diplôme d'entraîneur de football). Il a fait monter le club amateur de la Pointe-Courte de Sète, de la DH au CFA2, en 2008. Puis, il a été recruté comme entraîneur par le club voisin du FC Sète, en remplacement de Thierry Laurey.
Après la liquidation judiciaire du FC Sète, il retourne à la Pointe-Courte de Sète. Il est l'actuel entraîneur de l'AS Béziers, qui évolue lors de la saison 2010-2011 en championnat CFA. Lors de la saison 2012-2013, Frédéric Rémola s'engage avec le club de Perpignan Canet F.C (qui évolue en DHE).